# Ascoli Calcio 1898 1980-1981
Questa voce raccoglie le informazioni riguardanti l'Ascoli Calcio 1898 nelle competizioni ufficiali della stagione 1980-1981.

## Stagione
Nella stagione 1980-1981 l'Ascoli ha ottenuto la salvezza grazie al pareggio interno, in un drammatico spareggio con il Brescia nell'ultimo turno di campionato. Alle retrocesse Pistoiese e Perugia si è così aggiunto il Brescia. In cinque squadre si sono piazzate al terzultimo posto con 25 punti, la classifica avulsa ha condannato a retrocedere le rondinelle lombarde, si sono invece salvate Como, Udinese, Ascoli ed Avellino. Sono partite in campionato penalizzate di 5 punti, per lo scandalo delle scommesse, il Bologna, il Perugia e l'Avellino. Lo Scudetto è stato vinto dalla Juventus con 44 punti, seconda la Roma con 42 punti, terzo il Napoli con 38 punti.
Nella Coppa Italia l'Ascoli ha disputato prima del campionato il sesto girone di qualificazione, che ha promosso la Lazio ai Quarti di finale della manifestazione.
In quest'annata la squadra marchigiana si è aggiudicata un trofeo, il Torneo di Capodanno, conquistato battendo la Juventus per 2-1 nella finale disputata allo Stadio Del Duca il 14 giugno 1981. Questo torneo è una competizione tra le squadre di Serie A, organizzata dalla federazione, per riempire agonisticamente la pausa di calendario, determinata dallo svolgimento del Mundialito.

## Rosa
| N. |                   | Ruolo | Calciatore          |
| -- | ----------------- | ----- | ------------------- |
|    | Italia (bandiera) | P     | Luigi Muraro        |
|    | Italia (bandiera) | P     | Felice Pulici       |
|    | Italia (bandiera) | D     | Donato Anzivino     |
|    | Italia (bandiera) | D     | Simone Boldini      |
|    | Italia (bandiera) | D     | Angiolino Gasparini |
|    | Italia (bandiera) | D     | Gilberto Mancini    |
|    | Italia (bandiera) | D     | Eugenio Perico      |
|    | Italia (bandiera) | D     | Francesco Scorsa    |
|    | Italia (bandiera) | D     | Domenico Stallone   |
|    | Italia (bandiera) | C     | Dario Bellomo       |

| N. |                   | Ruolo | Calciatore           |
| -- | ----------------- | ----- | -------------------- |
|    | Italia (bandiera) | C     | Gian Franco Bellotto |
|    | Italia (bandiera) | C     | Adelio Moro          |
|    | Italia (bandiera) | C     | Silvio Paolucci      |
|    | Italia (bandiera) | C     | Alessandro Scanziani |
|    | Italia (bandiera) | C     | Fortunato Torrisi    |
|    | Italia (bandiera) | C     | Carlo Trevisanello   |
|    | Italia (bandiera) | A     | Pietro Anastasi      |
|    | Italia (bandiera) | A     | Walter Gibellieri    |
|    | Italia (bandiera) | A     | Hubert Pircher       |

## Risultati

### Serie A

#### Girone di andata
| Arbitro: | Barbaresco (Cormons) |

|                     |           |  |
| Anzivino 70’ (aut.) | Marcatori |  |

| Arbitro: | Benedetti (Roma) |

|                              |           |                                |
| Torrisi 56’, 84’ Boldini 70’ | Marcatori | 36’ (aut.) Anzivino 87’ Capone |

| Arbitro: | Ciulli (Roma) |

|                       |           |  |
| Tavola 38’ Azzali 75’ | Marcatori |  |

| Arbitro: | Prati (Parma) |

|  |           |                                        |
|  | Marcatori | 9’ Bagni 13’ Di Gennaro 60’ G. De Rosa |

| Ascoli Piceno 19 ottobre 1980 5ª giornata | Ascoli           | 0 – 0 | Juventus | Stadio Cino e Lillo Del Duca\| Arbitro: \| D'Elia (Salerno) \| |
| Arbitro:                                  | D'Elia (Salerno) |       |          |                                                                |

| Arbitro: | Lattanzi (Roma) |

|  |           |              |
|  | Marcatori | 57’ Bellotto |

| Arbitro: | Lo Bello (Siracusa) |

|                    |           |  |
| A. Moro 48’ (rig.) | Marcatori |  |

| Arbitro: | Benedetti (Roma) |

|                                                      |           |                                              |
| Scorsa 11’ (aut.) Juary 35’ Ugolotti 46’, 81’ (rig.) | Marcatori | 23’ C. Trevisanello 63’ Alessandro Scanziani |

| Arbitro: | Paparesta (Bari) |

|                             |           |          |
| Gasparini 41’ Scanziani 75’ | Marcatori | 48’ Riva |

| Arbitro: | Redini (Pisa) |

|                        |           |  |
| Palanca 56’ Borghi 48’ | Marcatori |  |

| Arbitro: | Lo Bello (Siracusa) |

|                                                              |           |             |
| Scarnecchia 14’ Pruzzo 28’ Bellotto 34’ (aut.) Ancelotti 63’ | Marcatori | 3’ Paolucci |

| Arbitro: | Lattanzi (Roma) |

|  |           |                |
|  | Marcatori | 10’ Beccalossi |

| Arbitro: | Ciulli (Roma) |

|                                           |           |  |
| F. Graziani 13’ P. Pulici 80’ Volpati 88’ | Marcatori |  |

| Arbitro: | Lops (Torino) |

|               |           |  |
| Scanziani 65’ | Marcatori |  |

| Arbitro: | Barbaresco (Cormons) |

|  |           |            |
|  | Marcatori | 4’ Torrisi |

#### Girone di ritorno
| Arbitro: | Pietro D'Elia (Salerno) |

|              |           |             |
| Bellotto 82’ | Marcatori | 56’ Fiorini |

| Arbitro: | Prati (Parma) |

|             |           |  |
| Damiani 15’ | Marcatori |  |

| Ascoli Piceno 22 febbraio 1981 18ª giornata | Ascoli              | 0 – 0 | Cagliari | Stadio Cino e Lillo Del Duca\| Arbitro: \| Lo Bello (Siracusa) \| |
| Arbitro:                                    | Lo Bello (Siracusa) |       |          |                                                                   |

| Perugia 1 marzo 1981 19ª giornata | Perugia       | 0 – 0 | Ascoli | Stadio Renato Curi\| Arbitro: \| Redini (Pisa) \| |
| Arbitro:                          | Redini (Pisa) |       |        |                                                   |

| Arbitro: | Vitali (Bologna) |

|                                  |           |  |
| Bettega 7’ Fanna 34’ Cabrini 83’ | Marcatori |  |

| Ascoli Piceno 15 marzo 1981 21ª giornata | Ascoli           | 0 – 0 | Pistoiese | Stadio Cino e Lillo Del Duca\| Arbitro: \| Casarin (Milano) \| |
| Arbitro:                                 | Casarin (Milano) |       |           |                                                                |

| Udine 22 marzo 1981 22ª giornata | Udinese            | 0 – 0 | Ascoli | Stadio Friuli\| Arbitro: \| Michelotti (Parma) \| |
| Arbitro:                         | Michelotti (Parma) |       |        |                                                   |

| Arbitro: | Bergamo (Livorno) |

|               |           |               |
| Scanziani 64’ | Marcatori | 88’ Carnevale |

| Como 5 aprile 1981 24ª giornata | Como          | 0 – 0 | Ascoli | Stadio Giuseppe Sinigaglia\| Arbitro: \| Ciulli (Roma) \| |
| Arbitro:                        | Ciulli (Roma) |       |        |                                                           |

| Arbitro: | Longhi (Roma) |

|                    |           |                        |
| A. Moro 42’ (rig.) | Marcatori | 18’ Palanca 37’ Borghi |

| Ascoli Piceno 26 aprile 1981 26ª giornata | Ascoli             | 0 – 0 | Roma | Stadio Cino e Lillo Del Duca\| Arbitro: \| Michelotti (Parma) \| |
| Arbitro:                                  | Michelotti (Parma) |       |      |                                                                  |

| Arbitro: | D'Elia (Salerno) |

|          |           |                                  |
| Bini 81’ | Marcatori | 25’ (rig.) A. Moro 47’ Scanziani |

| Ascoli Piceno 10 maggio 1981 28ª giornata | Ascoli          | 0 – 0 | Torino | Stadio Cino e Lillo Del Duca\| Arbitro: \| Menegali (Roma) \| |
| Arbitro:                                  | Menegali (Roma) |       |        |                                                               |

| Arbitro: | Lattanzi (Roma) |

|                              |           |              |
| Casagrande 20’ Antognoni 57’ | Marcatori | 75’ Anastasi |

| Ascoli Piceno 24 maggio 1981 30ª giornata | Ascoli        | 0 – 0 | Brescia | Stadio Cino e Lillo Del Duca\| Arbitro: \| Redini (Pisa) \| |
| Arbitro:                                  | Redini (Pisa) |       |         |                                                             |

### Coppa Italia

#### Girone sesto
| 20 agosto 1980 1ª giornata |  | – Turno riposo Ascoli |  |  |

| Arbitro: | Parussini (Udine) |

|  |           |                     |
|  | Marcatori | 38’ C. Trevisanello |

| Arbitro: | Redini (Pisa) |

|  |           |                              |
|  | Marcatori | 36’ Perico 86’ (aut.) Fedele |

| Arbitro: | Tani (Livorno) |

|                     |           |                              |
| C. Trevisanello 20’ | Marcatori | 27’ Di Michele 50’ Cinquetti |

| Ascoli Piceno 7 settembre 1980 5ª giornata | Ascoli             | 0 – 0 | Lazio | Stadio Cino e Lillo Del Duca\| Arbitro: \| Michelotti (Parma) \| |
| Arbitro:                                   | Michelotti (Parma) |       |       |                                                                  |

### Torneo di Capodanno
| Arbitro: | Lanese (Messina) |

|  |           |                      |
|  | Marcatori | 23’ (aut.) Mattolini |

| Arbitro: | Bianciardi (Siena) |

|                            |           |                               |
| Scanziani 22’ Bellotto 76’ | Marcatori | 74’ Damiani 83’ W. Speggiorin |

| Arbitro: | D'Elia (Salerno) |

|                                          |           |               |
| C. Trevisanello 45’ Scanziani 68’ (rig.) | Marcatori | 74’ Sacchetti |

| Arbitro: | Tonolini (Milano) |

|                                     |           |              |
| Trevisanello 50’ A. Moro 82’ (rig.) | Marcatori | 70’ Tardelli |

## Statistiche

### Statistiche di squadra
| Competizione | Punti | In casa | In casa | In casa | In casa | In casa | In casa | In trasferta | In trasferta | In trasferta | In trasferta | In trasferta | In trasferta | Totale | Totale | Totale | Totale | Totale | Totale | DR  |
| Competizione | Punti | G       | V       | N       | P       | Gf      | Gs      | G            | V            | N            | P            | Gf           | Gs           | G      | V      | N      | P      | Gf     | Gs     | DR  |
| ------------ | ----- | ------- | ------- | ------- | ------- | ------- | ------- | ------------ | ------------ | ------------ | ------------ | ------------ | ------------ | ------ | ------ | ------ | ------ | ------ | ------ | --- |
| Serie A      | 25    | 15      | 4       | 8       | 3       | 10      | 11      | 15           | 3            | 3            | 9            | 8            | 23           | 30     | 7      | 11     | 12     | 18     | 34     | -16 |
| Coppa Italia | 5     | 2       | 0       | 1       | 1       | 1       | 2       | 2            | 2            | 0            | 0            | 3            | 0            | 4      | 2      | 1      | 1      | 4      | 2      | +2  |
| Totale       |       | ..      | ..      | .       | .       | ..      | ..      | ..           | .            | ..           | .            | ..           | ..           | ..     | ..     | ..     | .      | ..     | ..     | +.. |

### Statistiche dei giocatori
| Giocatore            | Serie A  | Serie A | Serie A     | Serie A    | Coppa Italia | Coppa Italia | Coppa Italia | Coppa Italia | Totale   | Totale | Totale      | Totale     |
| Giocatore            | Presenze | Reti    | Ammonizioni | Espulsioni | Presenze     | Reti         | Ammonizioni  | Espulsioni   | Presenze | Reti   | Ammonizioni | Espulsioni |
| -------------------- | -------- | ------- | ----------- | ---------- | ------------ | ------------ | ------------ | ------------ | -------- | ------ | ----------- | ---------- |
| P. Anastasi          | 9        | 1       | ?           | ?          | ?            | ?            | ?            | ?            | 9+       | 1+     | ?           | ?          |
| D. Anzivino          | 29       | 0       | ?           | ?          | ?            | ?            | ?            | ?            | 29+      | 0+     | ?           | ?          |
| D. Bellomo           | 5        | 0       | ?           | ?          | ?            | ?            | ?            | ?            | 5+       | 0+     | ?           | ?          |
| G. Bellotto          | 30       | 2       | ?           | ?          | ?            | ?            | ?            | ?            | 30+      | 2+     | ?           | ?          |
| S. Boldini           | 26       | 1       | ?           | ?          | ?            | ?            | ?            | ?            | 26+      | 1+     | ?           | ?          |
| A. Gasparini         | 28       | 1       | ?           | ?          | ?            | ?            | ?            | ?            | 28+      | 1+     | ?           | ?          |
| W. Gibellieri        | 2        | 0       | ?           | ?          | ?            | ?            | ?            | ?            | 2+       | 0+     | ?           | ?          |
| G. Mancini           | 14       | 0       | ?           | ?          | ?            | ?            | ?            | ?            | 14+      | 0+     | ?           | ?          |
| A. Moro              | 30       | 3       | ?           | ?          | ?            | ?            | ?            | ?            | 30+      | 3+     | ?           | ?          |
| L. Muraro            | 7        | -11     | ?           | ?          | ?            | ?            | ?            | ?            | 7+       | -11+   | ?           | ?          |
| S. Paolucci          | 19       | 1       | ?           | ?          | ?            | ?            | ?            | ?            | 19+      | 1+     | ?           | ?          |
| E. Perico            | 30       | 0       | ?           | ?          | ?            | ?            | ?            | ?            | 30+      | 0+     | ?           | ?          |
| H. Pircher           | 21       | 0       | ?           | ?          | ?            | ?            | ?            | ?            | 21+      | 0+     | ?           | ?          |
| F. Pulici            | 23       | -23     | ?           | ?          | ?            | ?            | ?            | ?            | 23+      | -23+   | ?           | ?          |
| A. Scanziani         | 28       | 5       | ?           | ?          | ?            | ?            | ?            | ?            | 28+      | 5+     | ?           | ?          |
| F. Scorsa            | 18       | 0       | ?           | ?          | ?            | ?            | ?            | ?            | 18+      | 0+     | ?           | ?          |
| D. Stallone          | 2        | 0       | ?           | ?          | ?            | ?            | ?            | ?            | 2+       | 0+     | ?           | ?          |
| F. Torrisi           | 30       | 3       | ?           | ?          | ?            | ?            | ?            | ?            | 30+      | 3+     | ?           | ?          |
| C. Trevisanello (II) | 26       | 1       | ?           | ?          | ?            | ?            | ?            | ?            | 26+      | 1+     | ?           | ?          |